# الصاروخ القياسي SM-6
SM-6 صاروخ قياسي نشط ذو مدى ممتد يتم ترميزة بـ RIM-174 ERAM، في الإنتاج الحالي لبحرية الولايات المتحدة. وقد تم تصميمه لأغراض الحرب الجوية طويلة المدى (ER-AAW)، وهو يوفر القدرة على مواجهة الطائرات ثابتة الجناح والمروحية، والمركبات الجوية غير المأهولة، وصواريخ كروز المضادة للسفن أثناء الطيران، سواء على البحر أو البر، أو الدفاع الصاروخي ضد الصواريخ الباليستية. كما يمكن استخدامه كصاروخ مضاد للسفن فائق السرعة. ويستخدم الصاروخ هيكل لصاروخ من نوع SM-2 ER الإصدار الرابع، الذي يستخدم الباحث النشط المستخدم على متن صاروخ الجو-جو طويل المدى طراز AIM-120C AMRAAM بدلاً من الباحث شبه النشط السابق. وهذا من شأنه أن يحسن قدرة الصاروخ القياسي على مواجهة الأهداف السريعة، والأهداف التي تتجاوز المدى الفعال لرادارات الاشتباك لسفن الإطلاق. تم التخطيط للدفعة التشغيلية الأولية في عام 2013 وتم تحقيقها في 27 نوفمبر 2013. ولم يكن المقصود من الطبعة السادسة من الدليل التشخيصي والإحصائي أن تحل محل السلسلة الثانية من صواريخ SM-2، بل إنها سوف تخدم جنباً إلى جنب مع توفير نطاق ممتد وطاقة نيران متزايدة. وقد تمت الموافقة على التصدير في يناير 2017.

## وصف
إن الصاروخ (ERAM) القياسي هو صاروخ من مرحلتين مزود بمرحلة تعزيز ومرحلة أساسية. وهو مشابه في مظهره لصاروخ RIM-156A القياسي. ذو باحث راداري مكبر بقطر 13.5 بوصة مأخوذ من باحث الصاروخ AIM-120C AMRAAM ذو قطر 7 بوصة. وقد يستخدم الصاروخ عدد من أساليب التوجيه: جمود موجه نحو الهدف من خلال الاستحواذ على المحطات باستخدام الباحث النشط عن الرادار، أو رادار شبه نشط يجري على طول الطريق، أو إطلاق النار في الأفق بالاستعانة بقدرة تعاونية على المشاركة. كما أن الصاروخ قادر على الدفاع الصاروخي الباليستي كملحق للصاروخ القياسي SM-3 أو RIM-161. وعلى عكس الصواريخ الأخرى من نفس الفئة، يمكن اختبار معيار ERAM القياسي بشكل دوري والتصديق عليها دون إزالتها من نظام الإطلاق الرأسي.
وتقدم الـ SM-6 مدى موسعاً عن الصواريخ السابقة طراز SM-2، والتي يمكنها في المقام الأول اعتراض الصواريخ المضادة للسفن ذات الارتفاع العالي للغاية أو التي تنتزج على سطح البحر، وهي قادرة أيضاً على تنفيذ المرحلة النهائية من الدفاع الصاروخي الباليستي. ومن الممكن أن تعمل أيضاً كصاروخ مضاد للسفن عالي السرعة. ويمكن أن يميز بين الأهداف باستخدام الباحث المزدوج النمط، مع اعتماد الباحث شبه النشط على رادار الأشتباك على متن السفينة لإبراز الهدف، وأن يقوم الباحث النشط الذي يحمل الصاروخ نفسه بإرسال إشارة كهرومغناطيسية؛ الباحث النشط لديه القدرة على اكتشاف الصواريخ الجوالة الأرضية وسط ملامح أرضية، حتى من خلف جبل. تم تصميم الـ SM-6 متعدد المهام بالديناميكيات الهوائية للـ SM-2، ومدخنة تعزيز الدفع للـ SM-3، وتكوين الطرف الأمامي للـ AMRAAM. وتختلف التقديرات الخاصة بمدى الـ SM-6؛ ويبلغ المجى الرسمي المنشور به 150 ميلا (240 كيلومترا)، ولكنه يمكن أن يكون في أي مكان من 230 ميلا (370 كيلومترا) حتى 290 ميلا (460 كيلومترا).

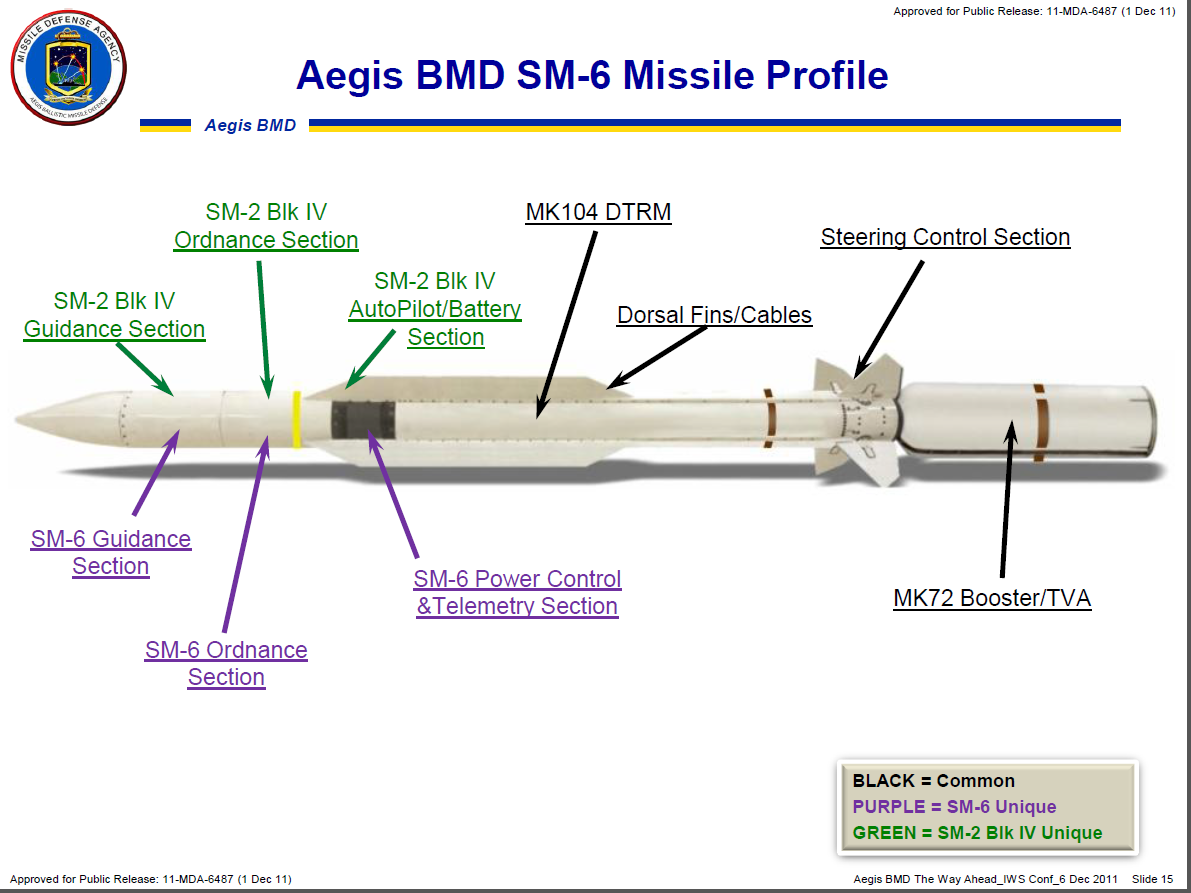
ملف تعريف الصاروخ SM-6.

تضيف البحرية الأمريكية توجيه الـ GPS إلى الـ SM-6 Block IA حتى تمتلك القدرة على ضرب الأهداف السطحية إذا لزم الأمر، ولكن نظراً لتكلفتها العالية عن أسلحة الهجوم البري الأخرى مثل صاروخ توماهوك الجوالة التي من غير المرجح أن تستخدم كخيار أساسي. وفي فبراير/شباط 2016، أكد وزير الدفاع أشتون كارتر أن الـ SM-6 سوف تعدل بحيث تعمل كسلاح مضاد للسفن.
في 17 يناير 2018، وافقت البحرية الأمريكية على خطط لتطوير الـ SM-6 Block IB، والتي ستتميز بمحرك صواريخ مقاس 21 بوصة بدلاً من المحرك الحالي مقاس 13.5 بوصة. وسوف يزيد المتغير الجديد كثيرا من مدى الصاروخ وسرعته مما يمكن من قدرة الحرب المضادة للسطح على نطاق هوسني وممتد.

## التاريخ
وقد أبرمت شركة Raytheon عقداً في عام 2004 لتطوير الصاروخ لصالح البحرية الأميركية، بعد إلغاء الصاروخ SM-2 ذو المدى الممتد. بدأت التنمية في عام 2005، تم اختبارها في عام 2007. تم تعيين الصاروخ رسميا RIM-174A في فبراير 2008. وقد تم التصريح بالإنتاج الأولي المنخفض المعدل في عام 2009. وقد حصلت الشركة على عقد بقيمة 93 مليون دولار أمريكي لبدء إنتاج الـ RIM-174A في سبتمبر 2009. وكان أول صاروخ إنتاج منخفض المستوى قد تم تسليمه في مارس/آذار 2011. تم اعتماد SM-6 للإنتاج كامل السعر في مايو 2013. وفي 27 نوفمبر/تشرين الثاني 2013، حققت شركة ERAM IOC (القدرة التشغيلية الأولية) عندما أرسلت على متن حاملة الطائرات الأميركية USS Kidd.
أثناء التدريبات التي جرت في الفترة من 18 إلى 20 يونيو 2014، أطلقت حاملة الطائرات الأميركية USS John Paul Jones أربعة صواريخ من طراز SM-6. وقد أدى جزء من هذا التمرين، المعين NIFC-CA AS-02A، أدى إلى أطول اشتباك أرض-جو في التاريخ البحري، ولم يتم الإعلان عن النطاق الدقيق لهذا المقطع علنا. ففي 14 أغسطس/آب 2014، تم اختبار SM-6 ضد هدف صاروخ جوال منخفض الارتفاع دون صوتي، ثم تم اعتراضه بنجاح فوق الأرض. وكان أحد العناصر الرئيسية في الاختبار تقييم قدرته على تمييز هدف بطيء الحركة بين الفوضى الأرضية. وفي 24 أكتوبر/تشرين الأول 2014، أعلنت شركة Raytheon أن صاروخين من طراز SM-6 اعترضا أهدافا مضادة للسفن وصواريخ كروز خلال سيناريوهات «الانخراط في العمل عن بعد». تم إسقاط طائرة صغيرة الحجم من طراز GQM-163A منخفضة الارتفاع ومتوسطة المدى من طراز BQM-74E من طراز SM-6s تم إطلاقها من أحد الطرادات المزودة بقذيفة موجهة باستخدام معلومات الاستهداف التي قدمتها مدمرة ذات صواريخ موجهة. ويتيح الإنذار المتقدم والصباغة من السفن الأخرى استخدام قدرة الصاروخ على المدى البعيد إلى حد أكبر، مما يسمح لسفينة واحدة بالدفاع عن منطقة أكبر بكثير. ففي مايو/أيار 2015، انتقلت SM-6 من الإنتاج منخفض السعر إلى الإنتاج الكامل السعر، الأمر الذي أدى إلى زيادة أعداد الإنتاج بشكل كبير وخفض تكاليف الوحدة بشكل أكبر.
في 28 تموز/يوليه 2015، أجرت البحرية تجربة على النسخة المعدلة SM-6 Dual I لاعتراض هدف صاروخ باليستي بنجاح في المرحلة النهائية، وهي آخر ثوان قبل أن يؤثر؛ تضيف ترقية Dual I معالجًا أكثر قوة يعمل ببرنامج استهداف أكثر تطورًا ليضرب رأسًا حرريًا ينحدر من الجو العلوي بسرعة فائقة. وهذا يضيف إلى قدرات الأسطول الدفاعية الصاروخية من خلال السماح له باعتراض الصواريخ الباليستية التي لا يمكن أن تصطدم بصواريخ SM-3، والتي تستهدف الصواريخ في مرحلة منتصف الطريق. استخدمت البحرية SM-2 Block IV كصواريخ اعتراضية نهائية، ولكن المجموعة السادسة من طراز SM-6 تجمع بين الدفاع الصاروخي وصاروخ جوال تقليدي وتحظر الطائرات في نفس الحزمة. ومن المقرر أن يدخل تكوين SM-6 Dual I في الخدمة في عام 2016.
في يناير 2016، أظهر SM-6 كلاً من الحد الأقصى للنطاق السفلي والحد الأقصى للاعتراضات المتقاطعة في المهام عبر الأفق، والتي تدعم CEC، مما كسر الرقم القياسي السابق للمشاركة الذي كان قد تم تسجيله في يونيو 2014. وقد تم إسقاط خمسة أهداف في الاختبار، مما يثبت قدرة الصاروخ على إجراء سيناريوهات مستهدفة متعددة. كما أغرقت SM-6 حاملة الطائرات الأميركية USS Reuben James التي تم سحبها من الخدمة في مظاهرة في 18 يناير 2016، حيث كانت تعرض قدراتها المضادة للسفن. في 30 سبتمبر 2016، أعلنت Raytheon أن الـ SM-6 قد حققت مرة أخرى أطول اعتراض أرض-جو في تاريخ البحرية، محطمة بذلك الرقم القياسي السابق للاعتراض بعيد المدى في يناير 2016. في 14 ديسمبر 2016، نجحت وكالة الدفاع الصاروخي في إطلاق صاروخين من طراز SM-6 Dual I على «هدف صاروخ باليستي معقد ومتوسط المدى»، مما يثبت أن رأسها الحربي القابل للانفجار وليس الضرب للقتل قادر على التغلب على تهديدات الصواريخ الباليستية المتوسطة المدى؛ وقد تمكنها هذه القدرة من مواجهة تهديدات الصواريخ الباليستية المضادة للسفن كالـ DF-21D وDF-26 الصينية.
في أغسطس 2017، أجرت وكالة الدفاع الصاروخي تجربة اعتراض ناجحة أخرى لصاروخ باليستي متوسط المدى (MRBM) تم إطلاقه من مرفق مدى الصواريخ في المحيط الهادئ خلال المرحلة النهائية من رحلتها. يواسطة صاروخين من طراز SM-6 Dual I تم اطلاقها من المدمرة الأمريكية Arleigh Burke طراز USS John Paul Jones. وكانت التجربة بمثابة النجاح الثالث لاعتراض صاروخ باليستي بواسطة صاروخ من طراز SM-6.
وفي نوفمبر/تشرين الثاني 2020، اختار الجيش الأميركي الـ SM-6 لتعزيز قدرته المتوسطة المدى (MRC)، مما يمنحه صاروخاً طويل المدى على الأرض وقادراً على ضرب أهداف أرضية. ويخطط الجيش لاستخدام الـ SM-6 إلى جانب صاروخ Tomahawk الجوال الذي يطلق من الأرض، والذي سيستمر في الخدمة حتى أواخر عام 2023.

## روابط خارجية
- http://www.globalsecurity.org/military/systems/munitions/sm-6.htm
- http://www.designation-systems.net/dusrm/m-174.html
- http://www.navy.mil/navydata/fact_display.asp؟cid=2200&tid=1200&ct=2